# Les Mages
Les Mages é uma comuna francesa na região administrativa de Occitânia, no departamento de Gard. Estende-se por uma área de 12,69 km². Em 2010 a comuna tinha 2 093 habitantes (densidade: 164,9 hab./km²).